# Burgstelle Sternenfels
Die Burgstelle Sternenfels war eine Höhenburg in der Nähe von Büren im Kanton Solothurn in der Schweiz.

## Lage
Die Burgstelle liegt nahe dem Gipfel Sternenberg rund 700 m nordöstlich des Dorfzentrums von Büren. Sie befindet sich auf einem Gratweg, der nicht als Wanderweg markiert ist.

## Anlage

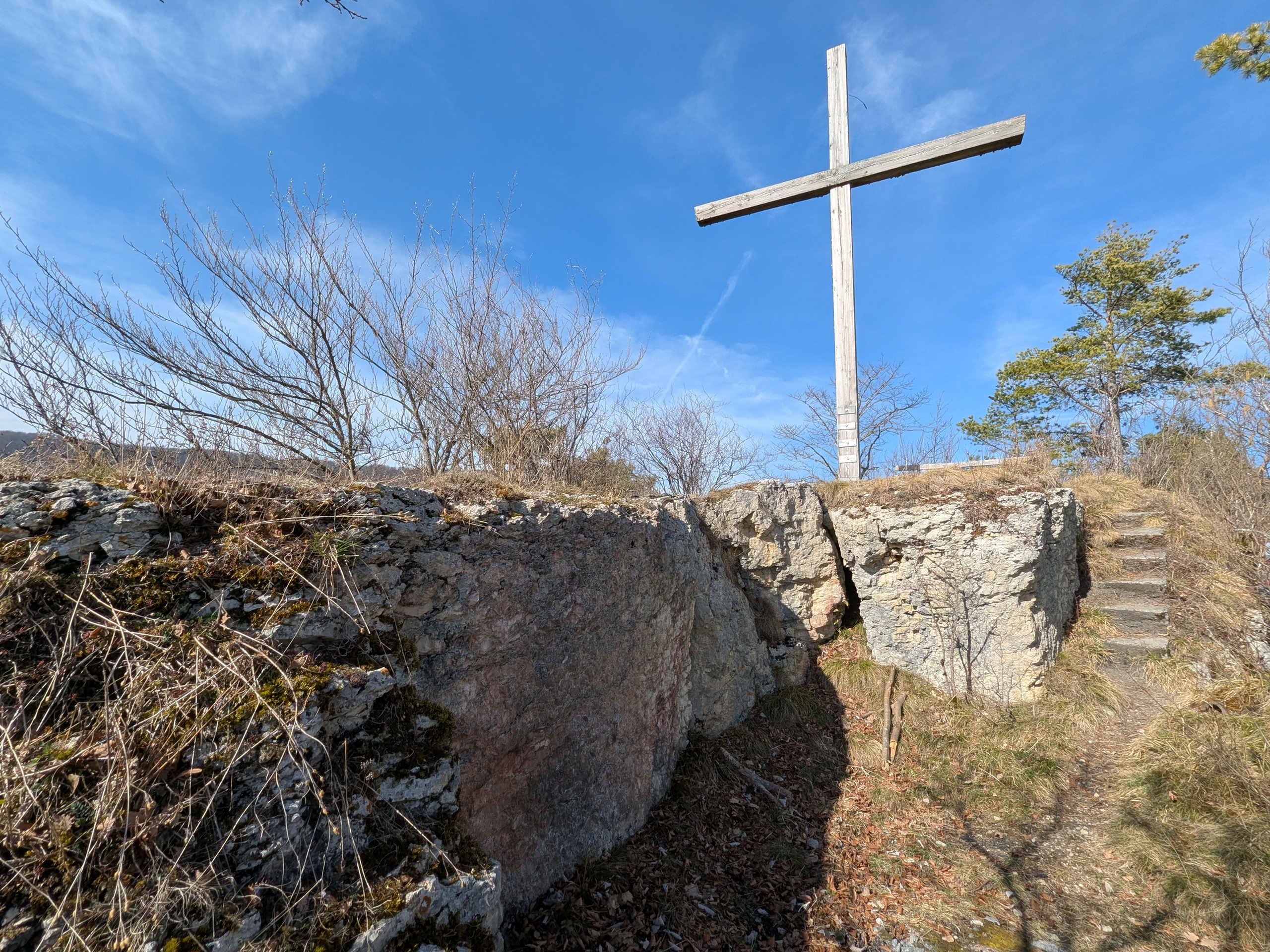
Sicht von Südwesten in Richtung des Gipfelkreuzes mit Resten des aus dem Felsen heraus gehauenen Raumes

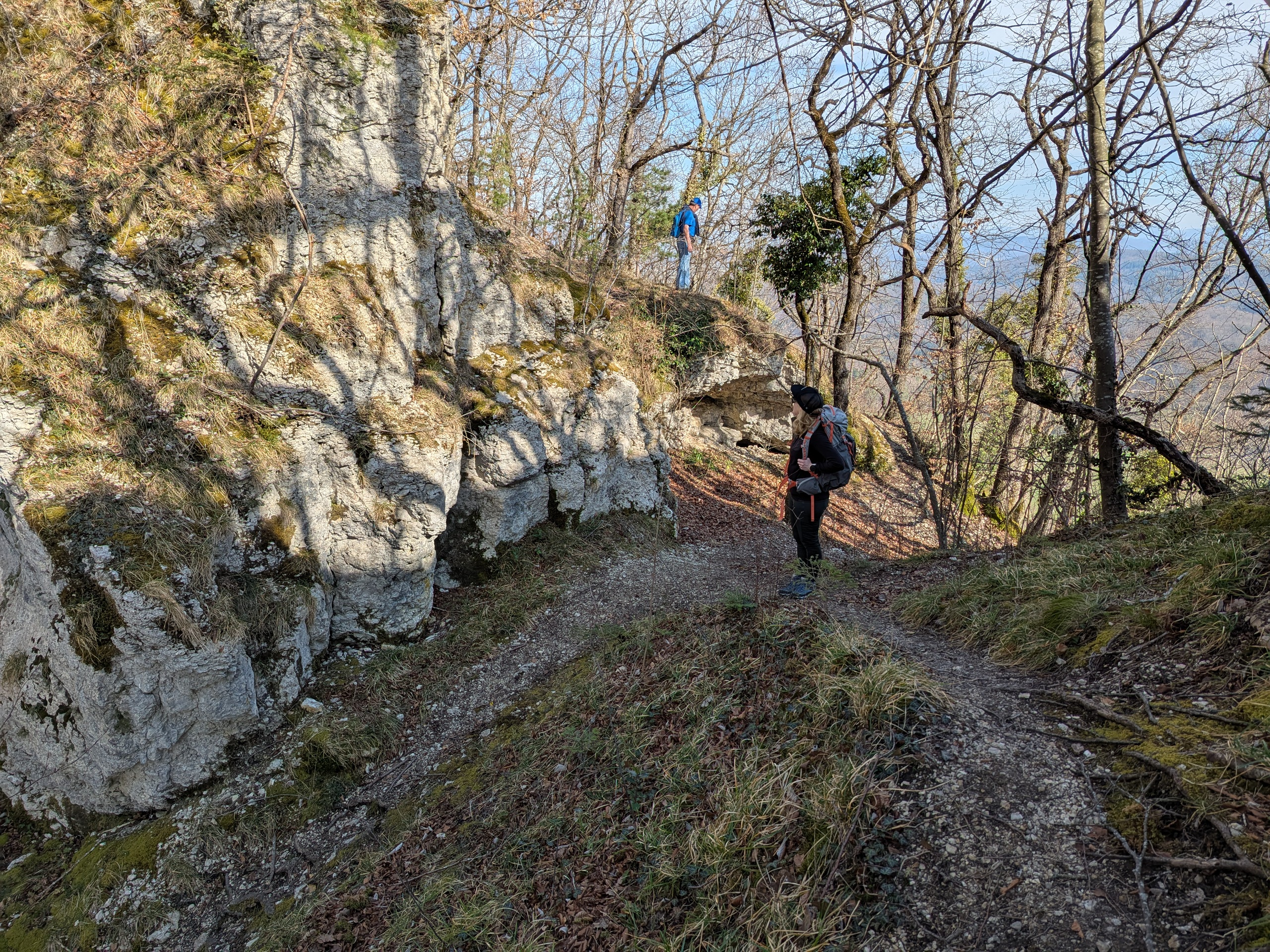
Burggraben, Sicht von Südwesten

Von der Burg sind nur noch wenige Spuren auf dem exponiert liegenden Felskopf erhalten. Neben dem Berggipfel sind noch ein aus dem Felsen heraus gehauener Raum und einige wenige Fundamentreste vorhanden. Östlich des Gipfels liegen weiter unten weitere Fundamentreste des Berings. Nordöstlich ist noch der markante Burggraben zu sehen, der vermutlich durch die Erweiterung einer bestehenden Erosionsrinne auf dem Grat entstanden war.

## Geschichte
Büren (Herrschaft erstmals 1194 erwähnt als «Buoron», dann 1226 «Burron») hatte früher zwei Burgen. Sternenfels befand sich auf dem Vorsprung des Berges und scheint die ältere Anlage zu sein.
Ursprünglich gehörte das Gebiet zur Grafschaft Pfirt (Elsass). Vermutlich bauten die Pfirter die Höhenburg als Schutz des Verwaltungszentrums. Nach dem Aussterben der Grafen von Pfirt ging die nördliche Hälfte von Büren mit der Burg an das Bistum Basel, die südliche Hälfte an die Herzöge von Österreich. Beim bischöflichen Büren wurden Grafen von Froburg Lehensträger. Die Burg behielt als Grenzfestung vermutlich ihre Bedeutung.
1317 wurde Götzmann Münch Lehensinhaber und Burginsasse, ein Ritter aus dem Geschlechte der Münchensteiner. Erst 1325 anerkannte dieser den Bischof von Basel als Lehnsherr. 1329 übernahm sein Sohn, der Edelknecht Johann Ottman, die Burg. Das Geschlecht Münch hauste noch bis Ende des 14. Jahrhunderts (d. h. die Burg wurde nach dem grossen Erdbeben 1356 wieder instandgesetzt). Als 1419 der letzte Münch von Büren starb, ging das Lehen an den Basler Bürger Konrad Sintz, der 1429 «das burgstal genant Sternenfels» mit Einwilligung des Bischofs, an den Edelknecht Hans von Ramstein verkaufte. Wegen der Bezeichnung «Burgstall» könnte man annehmen, dass die Burg bereits zerfallen war.
Die bischöflichen Rechte über Büren gingen im Jahre 1522 als Tausch für Kleinlützel an Solothurn über. 1666 schrieb der Historiker Franz Haffner, es «werden noch etliche vestigia [dt. Überreste] dess Schloss Sternenberg […] gesehen». Von diesen ist heute kaum noch etwas verblieben.